# Gliese 300
Gliese 300 is een rode dwerg met een spectraalklasse van M3.5V. De ster bevindt zich 26,47 lichtjaar van de zon.